# Ткаченко, Андрей Анатольевич
Андре́й Анато́льевич Ткаче́нко — советский и российский сексолог и психиатр, специалист в области судебной психиатрии. Доктор медицинских наук, профессор. Руководитель Отдела судебно-психиатрических экспертиз в уголовном процессе ФГБУ «Федеральный медицинский исследовательский центр психиатрии и наркологии»,  главный редактор журнала «Сексология и сексопатология».

## Биография
Родился 12 февраля 1962 г. в г.Куйбышев (Самара). В 1985 году окончил Московский медицинский институт им. Н. И. Пирогова по специальностям «лечебное дело» и «психиатрия», в 1989 году — аспирантуру ВНИИ общей и судебной психиатрии им. И. М. Сербского. Профессор кафедры социальной и судебной психиатрии Московской медицинской академии им. И. М. Сеченова.
Руководитель лаборатории судебной сексологии Государственного научного центра социальной и судебной психиатрии им. В. П. Сербского Федерального агентства по здравоохранению и социальному развитию (с 1994 по 2007 годы), руководитель отдела судебно-психиатрических экспертиз в уголовном процессе (с 2007).
Автор более 400 научных работ, в том числе 12 монографий и учебников. Под его руководством подготовлено 17 кандидатов и 4 доктора наук. Российский учёный Игорь Кон высоко оценивал Ткаченко, называя его «одним из самых образованных и продуктивных российских медицинских сексологов». Среди пациентов Ткаченко были серийные убийцы Андрей Чикатило, Сергей Головкин, Сергей Ряховский.
Научно-практическая деятельность А.А. Ткаченко связана с исследованиями теоретико-методологических и организационно-методических аспектов судебно-психиатрических экспертиз, судебно-психиатрической оценки юридически релевантных психических расстройств, их клинико-патогенетических и психопатологических механизмов; разработкой различных аспектов организации судебно-психиатрической службы. Его работы затрагивают базовые и часто дискуссионные для судебно-психиатрической практики вопросы: принципы взаимодействия экспертов разных специальностей в рамках комплексных исследований, анализ места вероятностных и условных выводов в системе экспертных доказательств, обоснование перехода к единоличной экспертизе как в наибольшей степени соответствующей базовым общеэкспертологическим принципам и др. В последние годы в центре его внимания – теоретическое и экспериментальное исследование возможностей естественно-научного обоснования юридических критериев психических расстройств, создание алгоритмов уровневого анализа нарушений психической саморегуляции.

## Научные работы
- Антонян Ю. М., Ткаченко А. А. Сексуальные преступления: Чикатило и др.: (Науч.- попул. исслед.). — М.: Амальтея, 1993. — 319 с.
- Коган Б. М., Ткаченко А. А., Дроздов А. З., Маньковская И. В., Филатова Т. С., Медвежникова О. В. Оценка периферических катехоламиновых процессов при парафильном поведении // Обозрение психиатрии и медицинской психологии им. В. М. Бехтерева[англ.], N. 3, 1993. С. 117—120
- Коган Б. М.,Ткаченко А. А., Дроздов А. З., Андрианова Е. П., Филатова Т. С., Маньковская И. В., Ковалева И. А. Обмен моноаминов при различных формах парафилий // Российский психиатрический журнал[англ.], 6, 1995. С. 52-56
- Ткаченко А. А., Введенский Г. Е. Аномальное сексуальное поведение. — М.: ГНЦССП им. В. П. Сербского, 1997. — 426 с.
- Антонян Ю. М., Ткаченко А. А., Шостакович Б. В. Криминальная сексология / Под ред. Антоняна Ю. М. — М.: Спарк, 1999. — 464 с.
- Ткаченко А. А. Сексуальные извращения парафилии. — М., «ТриадаХ», 1999. 461 с.
- Киренская-Берус А. В., Ткаченко А. А., Журавлев А. Б., Радченко Н. А. ЭЭГ-исследование предиспозиции к сексуальному гомицидному поведению у лиц с органическим поражением головного мозга // Российский психиатрический журнал[англ.], № 4, 2000. С. 31-36
- Ткаченко А. А., Введенский Г. Е., Дворянчиков Н. В. Судебная сексология. — М.: Медицина, 2001. 560 с.
- Ткаченко А. А., Введенский Г. Е. Аномальное сексуальное поведение. — СПб.: Издательство «Юридический центр пресс», 2003. 657 с.
- Сексуальные аддикции // Руководство по аддиктологии / Под. ред. проф. В. Д. Менделевича. — СПб.: Речь, 2007. — С. 417–489. — 768 с. — (Мэтры мировой психологии). — 2000 экз. — ISBN 5-9268-0543-0.